# Psychotria urdanetensis
Psychotria urdanetensis är en måreväxtart som beskrevs av Adolph Daniel Edward Elmer. Psychotria urdanetensis ingår i släktet Psychotria och familjen måreväxter. Inga underarter finns listade i Catalogue of Life.